# Lucio Voluseio Proculo
Lucio Voluseio Proculo (in latino: Lucius Volu(n)seius Proculus; 30 a.C. circa – dopo il 17) è stato un magistrato e senatore romano, console dell'Impero romano.

## Biografia
Homo novus proveniente da una gens forse originaria del Latium, quasi nulla è noto della carriera di Proculo.
L'unico incarico documentato è il consolato, ricoperto come suffetto per verosimilmente il secondo semestre del 17 insieme a Gaio Vibio Marso, sostituendo quindi a luglio la coppia di ordinari composta da Lucio Pomponio Flacco e Gaio Celio Rufo. Dopo il consolato, Proculo scompare dalla storia.